# 호신 (작품)

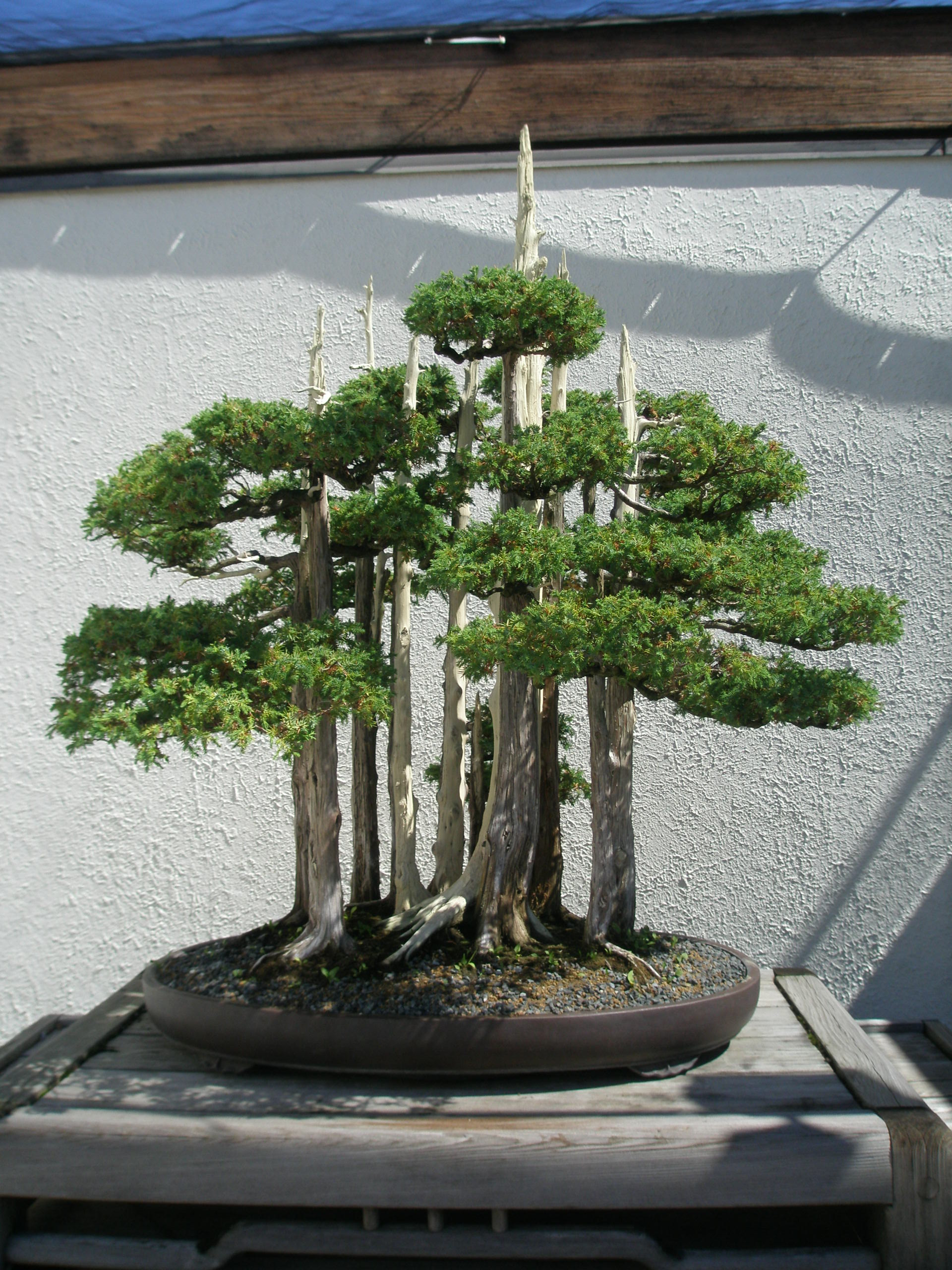
존 나카의 걸작 호신이 미국 국립 수목원에 전시되어 있다.

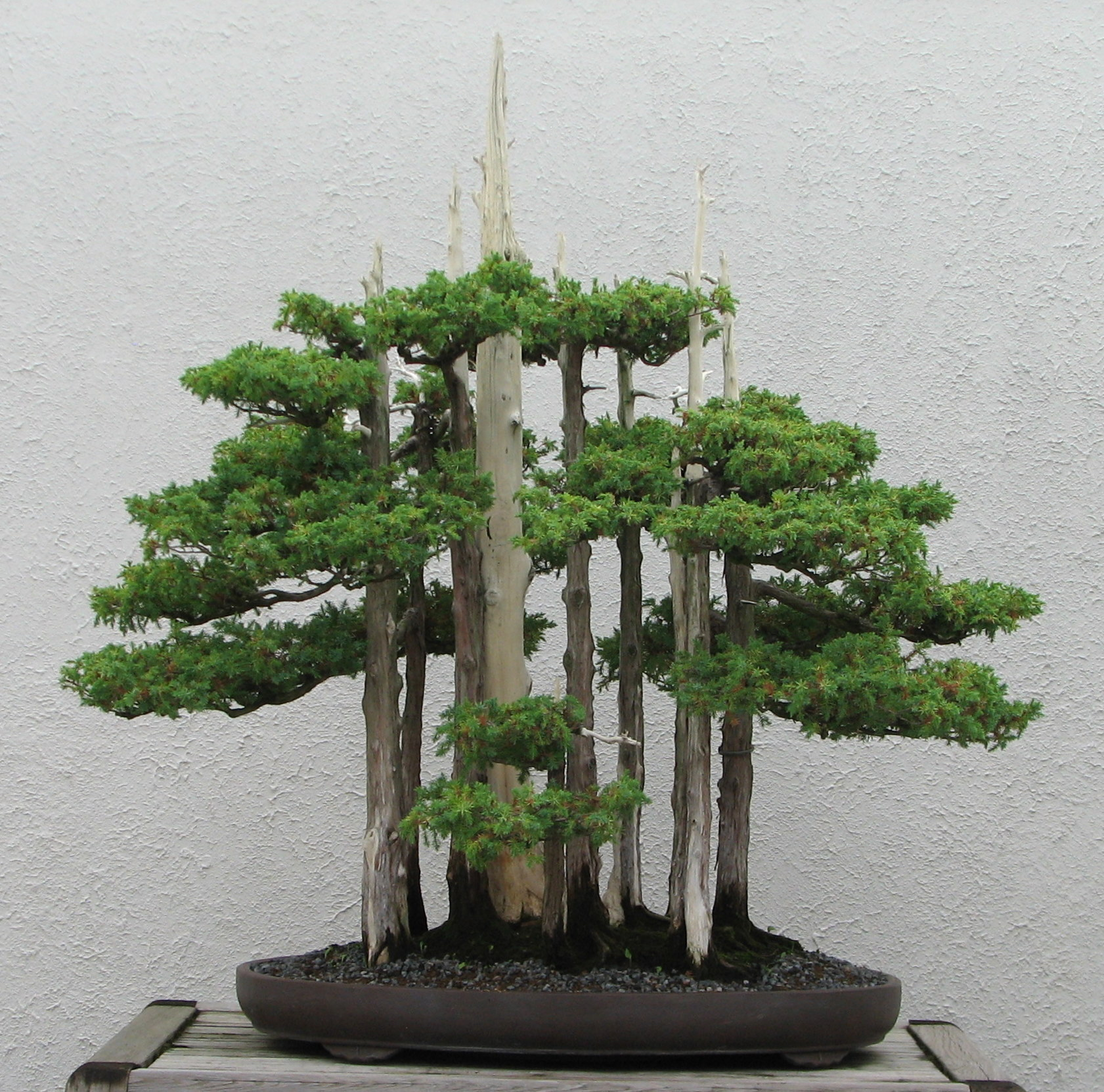
호신의 이 모습은 평소 모습에 비해 "뒷면"이다.

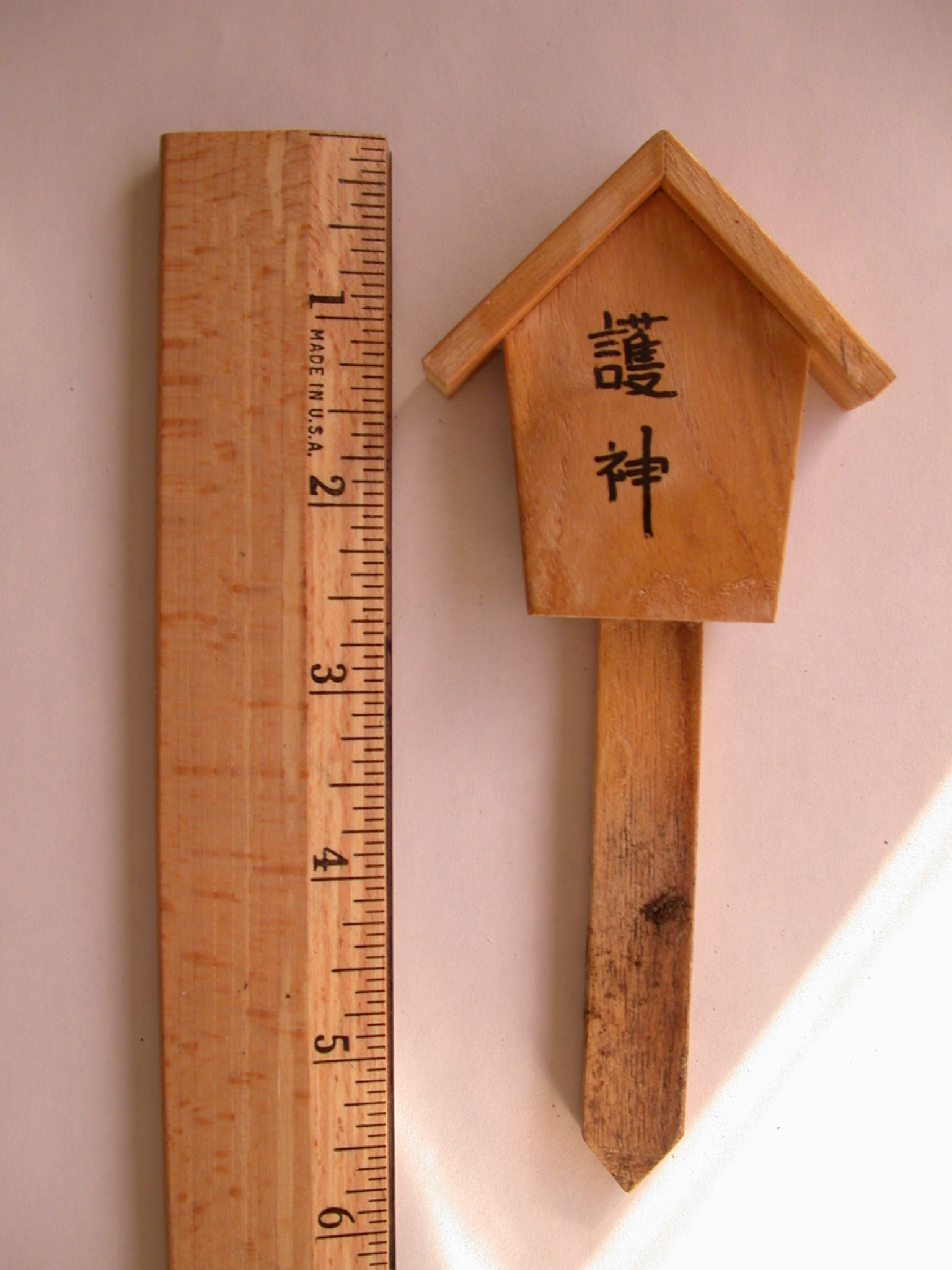
역사적인 분재 표식 201 호신 (미국 국립 수목원 제공)

호신 또는 고신(일본어: 護神, "영혼의 수호자")은 존 Y. 나카가 만든 분재이다. 이는 11그루의 포에미나 향나무('포에미나' 향나무) 숲 조성으로, 나카는 1948년에 이들 중 가장 초기의 나무들을 분재로 훈련시키기 시작했다. 나카는 1984년에 이 분재를 국립 분재 재단에 기증하여 미국 국립 수목원에 전시되도록 했으며, 그 이후로 계속 그곳에 있다. 개별 나무들은 나카의 손주들을 상징한다.

## 역사
나카는 1948년에 호신을 구성하게 될 11그루의 나무 중 첫 두 그루 작업을 시작했다. 그는 동일한 높이의 두 포에미나 향나무를 사용하여 "두 나무 스타일" 구성을 만들었다. 1953년, 나카는 그의 분재 수업 시연 중에 "정식 직립" 스타일의 포에미나를 만들었다. 그는 또한 더 큰 나무(결국 호신의 주요, 가장 높은 나무가 될)를 획득하여 땅에 다시 심고 점차 솎아내고 모양을 잡았는데, 1960년까지 전시할 준비가 되었다.
호신은 1964년경 숲 조경으로 처음 형태를 갖추었다. 일본의 신사 근처에 있는 삼나무 숲에서 영감을 받아, 나카는 이미 개발한 네 그루의 나무를 하나의 4-피트-높이 (1.2 m) 구성으로 처음 결합했다. 그는 곧 세 그루를 더 추가하여 7그루 나무 숲 분재를 만들었다. 나카는 또한 적절한 배수를 보장하기 위해 화분을 수정해야 했는데, 배수 부족으로 인해 나무 한 그루와 그 반복적인 교체 나무들이 죽었다. 당시 나카에게는 7명의 손주가 있었고, 각 손주는 나무 한 그루로 상징되었다. 동료 분재 예술가들의 권유로 그는 자신의 구성을 명명했다. 그는 이 분재를 "호신", 즉 "영혼의 수호자"라고 불렀는데, 이는 영감을 준 숲 신사를 참조한 것이다. 1973년까지 나카에게는 11명의 손주가 있었고, 그는 이에 따라 호신을 보강했다.
1984년 3월 중순, 호신은 필라델피아 꽃 박람회에 전시되었고 약 25만 명이 관람했다. 박람회가 끝나자 나카는 호신을 국립 분재 재단(그는 1976년에 설립을 도왔다)에 기증하여 워싱턴 D.C.의 미국 국립 수목원에 있는 국립 분재 및 펜징 박물관의 새 북미관(그를 기려 명명됨)에 전시되도록 했다. 1984년 이후 호신은 저명한 분재 잡지의 표지를 반복적으로 장식했으며, 가장 널리 알려진 분재 중 하나이다.
나카는 호신을 확인하고 유지 보수를 감독하기 위해 자주 워싱턴을 방문했으며, 1999년에는 광범위한 작업을 수행했다. 같은 해 말, 그는 호신 투(Goshin Two)로 알려진 또 다른 숲 분재를 만들었다. 2004년 나카가 사망했을 때, 한 프랑스 웹사이트는 "존 나카가 떠났다. 놀라움의 속삭임이 호신의 나뭇가지 사이를 떠돈다."는 캡션(번역)이 달린 만화를 게재했다.

## 같이 보기
- 개별 나무 목록